# John Derbyshire
Pour les articles homonymes, voir Derbyshire (homonymie).
John Henry Derbyshire dit Rob (né le 29 novembre 1878 et mort le 15 novembre 1938) est un nageur et joueur de water-polo britannique.

## Biographie
En 1900, il gagne la médaille d'or avec l'équipe britannique de water-polo aux Jeux olympiques de Paris. En 1906 aux Jeux intercalaires d'Athènes, il obtient une médaille de bronze au relais 4 x 250 m et en 1908 à Londres, il obtient le titre olympique du relais 4 x 200 m après avoir été éliminé dès les séries du 100 mètres ; il ne passe pas non plus l'étape des séries du 100 mètres aux Jeux de Stockholm de 1912.
Après sa carrière sportive, il entraîné diverses sélections de nageurs aux Jeux olympiques.

## Référence
1. ↑  (en) "Rob" Derbyshire (GBR) Honor Pioneer Swimmer/Water Polo/Coach, sur ishof.org